# NGC 4530
NGC 4530 is de ster Beta Canum Venaticorum (Chara / Asterion) in het sterrenbeeld Jachthonden. Het hemelobject werd in juli 1828 onderzocht door de Britse astronoom John Herschel die rond deze ster een nevel meende waar te nemen. Aldus kreeg de ster β CVn (Beta Canum Venaticorum) het catalogusnummer NGC 4530.